# Ванакаури
Ванакаури (кечуа Wanakauri (в старой орфографии Huanacauri/-e или Guanacauri)) — одна из самых высоких вершин в юго-восточной части долины Куско, Перу. За последним из этих хребтов расположен древний перевал, используемый и сегодня, соединяющий долину Куско с современным округом Паруро, на территории которого инки помещали место рождения своей империи.

## Инки
В мифологии инков Ванакаури рассматривался как перевалочный пункт (место встречи) с народами региона Кунтисуйу, расположенного дальше к тихоокеанскому побережью, известного своими древними божествами Пача Камак и Кон (бог дождя и ветра).
Считается, что важность Ванакаури связана с его местоположением, символически связанным с древними божествами.
Все версии инкских мифов о происхождении предков включают в себя упоминание о Ванакаури. По легендам через гору Ванакаури лежал путь (из региона Кольасуйу) мифического основателя Куско — столицы будущей империи Инков. Также считается, что здесь было место человеческих жертвоприношений (проведения церемонии Капакуча), хотя археологических свидетельств этому пока не обнаружено.